# كارل فنتون
كارل فنتون (بالإنجليزية: Carl Fenton)‏ هو مقدم برامج إذاعية أمريكي، ولد في 1889 في سانت لويس في الولايات المتحدة، وتوفي في 1980.

## وصلات خارجية
- كارل فنتون على موقع ميوزك برينز (الإنجليزية)
- كارل فنتون على موقع ميوزك برينز (الإنجليزية)
- كارل فنتون على موقع أول ميوزيك (الإنجليزية)
- كارل فنتون على موقع أول ميوزيك (الإنجليزية)
- كارل فنتون على موقع ديسكوغز (الإنجليزية)